# 苏亮
蘇亮（?—561年），中国北魏末年、西魏作家、政治人物，字景順，武功郡（故址在今陕西省扶风县东南）人。
蘇亮是泰山郡太守蘇祐之子。通敏博学好文章，善章奏，机智多辩，举秀才。到洛陽会见河内常景，常景评价他“秦中才学可以抗山东者，将此人乎。”。齐王蕭宝寅召他为参軍。後蕭宝寅開府，蘇亮为府主薄。跟随蕭宝寅西征，转任記室参軍。蕭宝寅担任大将軍，以蘇亮为大将军掾（文書）。蕭宝寅器重蘇亮，所有檄文謀議，都交给苏亮。蘇亮行武功郡事，名声显著。527年，蕭宝寅作乱，任命蘇亮为黄門侍郎。蕭宝寅敗死，部下多随之遇难，蘇亮因人缘好，得以苟活。530年，尚书仆射長孫稚、雍州刺史爾朱天光西征，蘇亮为郎中，执掌文翰。累進镇軍将軍、光禄大夫、散騎常侍、岐州大中正。532年，賀拔岳为关西行台，以蘇亮为左丞，专掌機密。
534年，孝武帝西迁入关中，蘇亮任吏部郎中，加衛将軍、右光禄大夫。西魏大统二年（536年）拜給事黄門侍郎，兼中书舍人，受宇文泰器重。西魏文帝之子宜都王元式为秦州刺史，蘇亮为秦州司馬。541年，再任黄門侍郎，加驃騎将軍。542年，转任都官尚書、使持節，代行北華州刺史，封临泾县子。任中書監，领著作，修国史。548年，担任秘書監、車騎大将軍、儀同三司，出任大行台尚書、岐州刺史。大統十七年（551年），召還为侍中。不久卒。追贈本官。蘇亮“记人之善，忘人之过”。善与人相处，年年迁官，亦无人忌。蘇亮和从弟蘇綽并称“二苏”。著書数十篇。子蘇師後嗣。

## 延伸阅读
[在维基数据编辑]
 《周書·卷38》，出自令狐德棻《周書》